# لينكي فريد
لينكي فريد (بالإنجليزية: Lencie Fred)‏ (مواليد 21 مارس 1968 في بورت فيلا) حكم كرة قدم فانواتي معتزل . يعتبر أول حكم فانواتي دولي معتمد من الاتحاد الدولي لكرة القدم . أبرز مباراة أدارها كانت بين هولندا و كرواتيا في تحديد صاحب المركز الثالث في بطولة كأس العالم لكرة القدم 1998 التي أقيمت في فرنسا .

## روابط خارجية
- لينكي فريد على موقع Soccerway.com (الإنجليزية)